# کارلا گوجینو
کارلا گوجینو (انگلیسی: Carla Gugino؛ زادۀ ۲۹ اوت ۱۹۷۱) بازیگر آمریکایی است. پس از نقش‌های اولیه در فیلم‌های سربازان بورلی هیلز (۱۹۸۹)، زندگی این پسر (۱۹۹۳)، داماد (۱۹۹۳) و چشمان مار (۱۹۹۸)، گوجینو برای نقش‌هایش در مجموعۀ فیلم‌های بچه‌های جاسوس (۲۰۰۳–۲۰۰۱)، شهر گناه (۲۰۰۵)، شب در موزه (۲۰۰۶)، گانگستر آمریکایی (۲۰۰۷)، قتل عادلانه (۲۰۰۸)، مسابقه تا کوه اسرارآمیز (۲۰۰۹)، سیلک اسپکتر در نگهبانان (۲۰۰۹)، مشت ناگهانی (۲۰۱۱)، پنگوئن‌های آقای پاپر (۲۰۱۱)، سن آندریاس (۲۰۱۵)، بازی جرالد (۲۰۱۷) و میلک شیک باروتی (۲۰۲۱) شهرت و توجه گسترده‌تری دریافت کرد.
گوجینو همچنین در مجموعۀ درام جنایی جت (۲۰۱۹)، مینی‌سریال ترسناک فراطبیعی تسخیرشدگی خانه هیل (۲۰۱۸)، تسخیرشدگی عمارت بلای (۲۰۱۹) و فروپاشی خانمان آشر (۲۰۲۳) به ایفای نقش پرداخته‌است.

## زندگی شخصی
در ۱۹۹۶، گوجینو با همکارش سباستین گوتیه‌رس وارد رابطه شد. در ۲۰۰۹، گوجینو اعلام کرد که آن‌ها هیچ برنامه‌ای برای ازدواج ندارند: «ازدواج برای ما مهم نیست. ما دوست‌دختر دوست‌پسر بودن را دوست داریم؛ چیزی جذاب و جالب در این‌باره وجود دارد. چیزی جز تمنای ما برای با هم بودن، ما را با یکدیگر نگه‌نمی‌دارد.»

## فیلم‌شناسی

### فیلم‌
- سربازان بورلی هیلز (۱۹۸۹)
- به خانه خوش آمدید، راکسی کارمایکل (۱۹۹۰)
- زندگی این پسر (۱۹۹۳)
- قرمز پرحرارت (۱۹۹۳)
- داماد (۱۹۹۳)
- میامی راپسودی (۱۹۹۵)
- به سوی خانه ۲ (۱۹۹۶)
- جنگ در خانه (۱۹۹۶)
- بلوز زنگ عروسی (۱۹۹۶)
- مایکل (۱۹۹۶)
- زندگی عاشقانه (۱۹۹۷)
- خسته (۱۹۹۸)
- چشمان مار (۱۹۹۸)
- بوسه یهودا (۱۹۹۸)
- بچه‌های جاسوس (۲۰۰۱)
- مرکز جهان (۲۰۰۱)
- یکه‌تاز (۲۰۰۱)
- بچه‌های جاسوس ۲: جزیره رویاهای از دست رفته (۲۰۰۲)
- کارآگاه آوازخوان (۲۰۰۳)
- بچه‌های جاسوس ۳: بازی باخته (۲۰۰۳)
- شهر گناه (۲۰۰۵)
- حتی پول (۲۰۰۶)
- شب در موزه (۲۰۰۶)
- مراقب (۲۰۰۷)
- ظهور: شکارچی خون (۲۰۰۷)
- گانگستر آمریکایی (۲۰۰۷)
- قتل عادلانه (۲۰۰۸)
- متولدنشده (۲۰۰۹)
- نگهبانان (۲۰۰۹)
- مسابقه تا کوه جادوگران (۲۰۰۹)
- فرزندان توانا (۲۰۰۹)
- زنان در دردسر (۲۰۰۹)
- الکترا لاکس (۲۰۱۰)
- هر روز (۲۰۱۰)
- سریع‌تر (۲۰۱۰)
- من با تو ذوب میشم (۲۰۱۱)
- دختر وارد یک بار می‌شود (۲۰۱۱)
- مشت ناگهانی (۲۰۱۱)
- پنگوئن‌های آقای پاپر (۲۰۱۱)
- شب سال نو (۲۰۱۱)
- هتل نوآر (۲۰۱۲)
- مرد پولادین (۲۰۱۳)
- کبریت (۲۰۱۴)
- سن آندریاس (۲۰۱۵)
- بتمن در برابر سوپرمن: طلوع عدالت (۲۰۱۶)
- گرگ‌ها (۲۰۱۶)
- فضای میان ما (۲۰۱۶)
- بازی جرالد (۲۰۱۷)
- الیزابت هاروست (۲۰۱۸)
- لیگ عدالت زک اسنایدر (۲۰۲۱)
- میلک شیک باروتی (۲۰۲۱)
- اوریون و تاریکی (۲۰۲۴)
- لیزا فرانکنشتاین (۲۰۲۴)

### تلویزیون
- جانوران سیاسی (۲۰۱۲)
- دختر جدید (۲۰۱۲)
- ویوارد پینز (۲۰۱۶–۲۰۱۵)
- رودیز (۲۰۱۶)
- نشویل (۲۰۱۷)
- تسخیرشدگی خانه هیل (۲۰۱۸)
- مرغ ربات (۲۰۱۸)
- جت (۲۰۱۹)
- تسخیرشدگی عمارت بلای (۲۰۲۰)
- عشاء ربانی نیمه‌شب (۲۰۲۱)
- فروپاشی خانمان آشر (۲۰۲۳)